# Staurotypus triporcatus
Staurotypus triporcatus là một loài rùa trong họ Kinosternidae. Loài này được Wiegmann mô tả khoa học đầu tiên năm 1828.